# Eremostachys labiosiformis
Eremostachys labiosiformis là một loài thực vật có hoa trong họ Hoa môi. Loài này được (Popov) Knorring mô tả khoa học đầu tiên năm 1954.